# Interior (Dacota do Sul)
Interior é uma cidade  localizada no estado norte-americano de Dakota do Sul, no Condado de Jackson.

## Demografia
Segundo o censo norte-americano de 2000, a sua população era de 77 habitantes.
Em 2006, foi estimada uma população de 78, um aumento de 1 (1.3%).

## Geografia
De acordo com o United States Census Bureau tem uma área de
3,5 km², dos quais 3,5 km² cobertos por terra e 0,0 km² cobertos por água. Interior localiza-se a aproximadamente 726 m acima do nível do mar.

## Localidades na vizinhança
O diagrama seguinte representa as localidades num raio de 36 km ao redor de Interior.